# Boris Rehar
Boris Rehar, slovenski policist in veteran vojne za Slovenijo, * ?.
Rehar je bil včasih vodja slovenskega Interpola.

## Odlikovanja in nagrade
Leta 1994 je prejel častni znak svobode Republike Slovenije z naslednjo utemeljitvijo: »za izjemne zasluge pri obrambi svobode in uveljavljanju suverenosti Republike Slovenije«.